# Swietłana Gierasimienko
Swietłana Iwanowna Gierasimienko (ros. Светла́на Ива́новна Герасиме́нко, ukr. Світлана Іванівна Герасименко / Switłana Iwaniwna Herasymenko; ur. 23 lutego 1945 w Baryszówce, Ukraińska SRR, zm. 8 kwietnia 2025) – radziecka i tadżycka astronomka polsko-ukraińskiego pochodzenia. Współodkrywczyni komety 67P/Czuriumow-Gierasimienko, która została wybrana jako cel dla sondy kosmicznej Rosetta.

## Życiorys
Jej ojciec był Ukraińcem, a matka Polką. Astronomią zainteresowała się już w czasach szkolnych. W latach 1963–1968 studiowała astronomię na wydziale fizycznym uniwersytetu w Kijowie, po czym rozpoczęła studia podyplomowe pod kierunkiem profesora Siergieja Wszechswiackiego i zajęła się badaniami komet. Ponieważ macierzysty uniwersytet nie dysponował odpowiednimi teleskopami, organizowano wyprawy obserwacyjne do Instytutu Astrofizyki w Ałmaty w Kazachskiej SRR. Efektem jednej z takich wypraw, kierowanej przez współpracownika z wydziału astronomii Uniwersytetu Kijowskiego, Klima Czuriumowa, było odkrycie komety 67P/Czuriumow-Gierasimienko. W 1973 roku, na zaproszenie Instytutu Astrofizyki Tadżykistanu, Gierasimienko przeprowadziła się do Duszanbe i tam podjęła pracę, kontynuując badania komet i innych małych obiektów Układu Słonecznego. W Tadżykistanie została już na stałe.

## Odkrycie komety 67P/Czuriumow–Gierasimienko
11 września 1969 wraz z Ludmiłą Chirkową, pracując w obserwatorium Instytutu Astrofizyki im. Fesenkowa w Ałmaty, stolicy Kazachskiej SRR, wykonała zdjęcie komety 32P/Comas Solà używając 50-cm teleskopu Maksutowa. Wykonane zdjęcia Gierasimienko przekazała Klimowi Czuriumowowi, który w czasie ich analizy odkrył obiekt o parametrach ruchu charakterystycznych dla komet, błędnie jednak założył, że jest to obserwowana przez nich kometa 32P/Comas Solà. 22 października, ponad miesiąc po wykonaniu zdjęcia, Czuriumow zrozumiał, że obiekt ten nie może być jednak kometą 32P/Comas Solà, ponieważ obliczenia wykazały, że jego położenie na zdjęciu powinno być wtedy ok. 2-3 stopnie obok. Dalsza analiza zdjęcia pozwoliła na uzyskanie nikłego obrazu komety 32P/Comas Solà w położeniu zgodnym z matematycznymi obliczeniami, dowodząc tym samym, że odkryty obiekt musi być inną kometą. Po przejrzeniu innych zdjęć wykonanych przez Swietłanę Gierasimienko kometę tę odnaleziono także na innych czterech zdjęciach wykonanych w okresie od 9 do 21 września 1969.

## Nagrody i wyróżnienia
Nazwane na jej cześć
- kometa okresowa 67P/Czuriumow-Gierasimienko
- planetoida (3945) Gerasimenko